# Faiditus yutoensis
Faiditus yutoensis är en spindelart som först beskrevs av González och Carmen 1996.  Faiditus yutoensis ingår i släktet Faiditus och familjen klotspindlar. Inga underarter finns listade i Catalogue of Life.